# Mecklenburgisch-Vorpommersch
Das Mecklenburgisch-Vorpommersche (auch Mecklenburg-Vorpommersch; Eigenbezeichnungen Mękelborgsch und Vörpommersch) bildet eine Dialektgruppe des Ostniederdeutschen und wird überwiegend in Mecklenburg-Vorpommern gesprochen. Diese Dialekte sind einander äußerst ähnlich und besitzen gegeneinander keine scharfe Dialektgrenze, sondern fließende Übergänge.
Wie in allen ostniederdeutschen Dialekten fehlt der westniederdeutsche verbale Einheitsplural auf -t; stattdessen lautet der Einheitsplural -(e)n. Daneben kommt seit dem 19. Jahrhundert als Folge des Rückgangs der niederdeutschen Sprache auch der zweiförmige Plural analog zum Standarddeutschen vor. Ein spezifisches Kennzeichen der mecklenburgisch-vorpommerschen Dialekte ist das Kosesuffix -ing, z. B. in Poot ‘Pfote’ > Pöting ‘Pfötchen’, Änning ‘Ännchen’, lies’ ‘leis’, ‘langsam’, ‘vorsichtig’ > liesing ‘mucksmäuschenstill’, ‘ganz vorsichtig’.

## Abkürzungen in diesem Artikel
sprachbezogen:
- as. = altsächsisch
- hd. = hochdeutsch
- meckl. = mecklenburgisch
- mnd. = mittelniederdeutsch
- mvp. = mecklenburgisch-vorpommersch
- nds. = niedersächsisch
- urgerm. = urgermanisch

grammatikbezogen:
- fem., f. = feminin (weiblich)
- mask., m. = maskulin (männlich)
- neut., n. = neutral (sächlich)
- pl. = pluralisch
- refl. = reflexiv
- sg. = singularisch

## Dialektgebiete
Das definierende Merkmal des Mecklenburg-Vorpommerschen, das es von den westlich, östlich und südlich benachbarten niederdeutschen Mundarten abhebt, ist die Hebung von mnd. ê und ô vor r (ierst ‚erst‘, Uhr ‚Ohr‘, hüren ‚hören‘; sog. Mecklenburgisch-Vorpommersche Erhöhung). Weit verbreitet und Abgrenzungsmerkmal nach Süden und Osten ist zudem die Diphthongierung von mnd. ê und ô (hei ‚er‘, tau ‚zu‘), wobei diesen Diphthongen die Monophthonge e (für mnd. ê1, ê2a) und o (für mnd. ô2) gegenüber stehen. Das Mecklenburg-Vorpommersche greift bis in das nördliche Brandenburg aus. Da Teile des Märkischen ebenfalls eine Hebung von ê und ô vor r besitzen, ist ein wesentliches zusätzliches Unterscheidungsmerkmal zum Märkischen die Nutzung des Artikels dat gegenüber märkisch det.
Nach Wiesinger (1983, S. 882f., 885f.) gehören zum Mecklenburgisch-Vorpommerschen folgende Dialektbereiche mit folgenden Merkmalen:
- Schwerinerisch im Gebiet um Schwerin-Rostock-Wismar-Güstrow, ehemaliges Territorium von Mecklenburg-Schwerin. Typisch ist die Diphthongierung von mnd. ô und ê (hei ‚er‘, tau ‚zu‘), sowie die Hebung vor r, jedoch ging die Diphthongierung der Hebung vor r voran (daher Beier ‚Bier‘).
- Vorpommersch im Gebiet um Stralsund-Greifswald-Anklam. Typisch ist die Diphthongierung von mnd. ô und ê (hei ‚er‘, tau ‚zu‘), sowie die Hebung vor r, jedoch ging die Hebung der Diphthongierung voran (daher Bier ‚Bier‘). Das so definierte Dialektareal geht allerdings südlich über das historische Vorpommern hinaus bis an die Grenze zum Märkischen.
- Strelitzisch im Gebiet um Neustrelitz-Neubrandenburg, ehemaliges Territorium von Mecklenburg-Strelitz. Typisch ist neben der Hebung vor r (ierst ‚erst‘) das Ausbleiben der Diphthongierung (to ‚zu‘, he ‚er‘)

Die Dialekte des historischen Mecklenburg (Strelitzisch, Schwerinerisch sowie die dazwischenliegenden Gebiete, die in ihren lautlichen Merkmalen mit dem Vorpommerschen übereinstimmen) werden traditionell auch als Mecklenburgisch zusammengefasst. Das Mecklenburgische geht im Westen fließend in das Holsteinische über, jedoch stellen das Westmecklenburgische (nördlich, westlich und südwestlich von Ratzeburg) und das Ostholsteinische (nördlich von Lübeck) die Mecklenburgisch-Vorpommersche Erhöhung nicht. Das Holsteinische teilt mit dem Mecklenburgischen einige Eigenheiten, welche sich in Holstein jedoch je nach Region mit den Charakteristika des Nordniedersächsischen abwechseln. Im Gebiet um Ratzeburg, das z. T. noch zum mecklenburgischen Dialektraum gezählt wird, existiert ein Dialektübergang, der sich teilweise bis auf das Hamburger Platt (Marsch) auswirkt und Eigenheiten des Mecklenburgischen und Holsteinischen innerhalb einzelner Dialekte tauscht und vermischt. So kennen die Gebiete westlich von Schwerin etwa den Einheitsplural auf -t, die Vierlande in Holstein aber die Diphthongierung und die in Mecklenburg-Vorpommern häufigere Verdrängung des v durch das b, wie etwa in den Worten aven bzw. aben. Der Wortschatz der mecklenburgischen Dialekte wurde in Richard Wossidlos Mecklenburgischem Wörterbuch erfasst.
Nach Osten hin geht das Mecklenburgische fließend in den vorpommerschen (westpommerschen) Dialekt über, der in Vorpommern gesprochen wird. Das Vorpommersche weist einige westslawische Einflüsse auf. Typisch ist eine harte, knappe Aussprache. Der Wortschatz der vorpommerschen Dialekte wird im Pommerschen Wörterbuch dokumentiert.
Im Süden und Osten wird das Mecklenburg-Vorpommersche durch märkische Dialekte begrenzt, im Süden durch das Nordmärkische, im Osten durch das Mittelpommersche, wobei in beiden Fällen Übergangsareale existieren. Charakteristische Merkmale des Mecklenburg-Vorpommerschen, die es von beiden scharf abhebt, sind die Diphthongierung von mnd. ê und ô und die mecklenburg-vorpommersche Erhöhung vor r. Da ihm die Diphthongierung fehlt, bildet das Strelitzische als mecklenburgischer Dialekt auf märkischem Substrat einen Übergangsbereich zum Mittelpommerschen, wird jedoch aufgrund der Hebung vor r und aus wortgeographischen Gründen zum Mecklenburgisch-Vorpommerschen gerechnet (Teuchert 1934, S. 34). Da das verbliebene Sprachgebiet des Mittelpommerschen klein ist, an der östlichen Peripherie des Bundeslandes liegt und als wenig erforscht gilt, wird ihm in der Sprachpolitik von Mecklenburg-Vorpommern kein Sonderstatus eingeräumt.

## Lautliche Besonderheiten
Die Aussprache des Mecklenburgischen und Vorpommerschen wird gemeinhin mit „breit“ bezeichnet. Was heute als direkte Diphthongierung wahrgenommen wird (s. u.), wurde bis zum 20. Jahrhundert eher als breite Aussprache gemeinniederdeutscher Wörter verstanden. Daher finden sich selbst in spezifisch mecklenburgischen Grammatiken noch Hinweise darauf, dass das ê zu ei und das ô zu au tendiere, ohne dass dies in der Schrift besonders kenntlich gemacht wurde. Die „breite“ Aussprache ist gleichbedeutend mit einer offeneren Aussprache der Vokale. Im Folgenden wird vor allem vom Schwerinerischen die Rede sein, da andere Dialektgebiete je nach Gebiet dessen Eigenschaften teilen, nicht teilen und/oder Züge des Märkischen und Mittelpommerschen tragen. Im Allgemeinen kann das Mittelpommersche als gegenüber dem Vorpommerschen konservativeres Sprachgebiet gelten, welches der mittelniederdeutschen Lautung näher bleibt.
Im Vorpommerschen liegen die Besonderheiten des Mecklenburg-Vorpommerschen dagegen in derselben Stärke wie im Mecklenburgischen vor und fanden sich sogar östlich des Mittelpommerschen auch in Hinterpommern.

### Die Mecklenburgische Diphthongierung
In Silben mit tiefer Betonung (für gewöhnlich markiert durch einzelne oder keine Konsonanten am Silbenende, z. B. bok und he) kennt das klassische Niederdeutsche kein langes ô (/oː/) oder langes ê (/eː/). Stattdessen stehen dort die Diphthonge /oʊ/ und /eɪ/. Im Schwerinischen und Vorpommerschen führt die offenere Aussprache dazu, dass der Diphthong-Charakter dieser Laute deutlicher hervortritt. Besonders im Schwerinischen werden viele Wörter, welche in anderen niederdeutschen Dialekten mit o (/oʊ/) gesprochen werden, mit au (/ɔʊ/ oder /aʊ/) gesprochen, was sich auch auf die Umlaute überträgt. So wird ö (/øʏ/) zu äu (/œʏ/ oder sogar /ɔɪ/). Diese breiteren Aussprachen treten nicht unabhängig voneinander auf. Hat ein Dialekt ei für mittelniederdeutsch ê, so kennt er ebenfalls au für mittelniederdeutsch ô. Welche Laute diphthongiert werden, hängt von der Sprachgeschichte ab: Wörter, die im Urgermanischen noch auf <au> (mnd. ô2) lauteten, haben auch im Mecklenburgischen ein reines O (z. B. urgerm. *augo und nds. oge, aber urgerm. bōks → meckl. bauk (bok ‚Buch‘)). Als Faustregel kann gelten, dass das Mecklenburgische nie <au> hat, wo es im Deutschen steht.
Die mecklenburgische Diphthongierung ist spätestens seit ersten Hälfte des 18. Jahrhunderts schriftlich belegt (tausahmen ‚zusammen‘ [1734], Sei ‚Sie‘ [1734]). Sie war aber zu Beginn des 18. Jahrhunderts noch nicht abgeschlossen, denn nach Teuchert (1934, S. 32) hat die Mecklenburgischen Landesteilung von 1702 ihre Ausbreitung auf das Mecklenburgisch-Strelitzische verhindert.

### Erweichung des G
Im Urgermanischen war jedes g ein Stimmhafter velarer Frikativ /⁠ɣ⁠/, der in vielen (hoch)deutschen Dialekten durch den Plosiv /⁠g⁠/ verdrängt wurde. Durch deutschen Einfluss verbreitete sich dieser Plosiv spätestens im 19. Jahrhundert auch in den niederdeutschen Gebieten. Das Mecklenburgische erhielt sich das frikativische G jedoch lange vor E und I. Noch heute ist das weiche G außerdem in norddeutscher Aussprache zu finden, insbesondere zwischen Vokalen. Mit diesem frikativischen G ist auch zu erklären, dass das G bei der Auslautverhärtung in Norddeutschland zu /⁠x⁠/, also zu ch, und dessen Allophonen wird und nicht zu einem k (vgl. das markante norddeutsche Tach! mit dem standard- und süddeutschen Tak! oder das standard- und norddeutsche lustich mit dem süddeutschen lustik).
Außerdem ersetzte das G vielerorts in Mecklenburg-Vorpommern den älteren Halbvokal /⁠w⁠/ (gnawen → gnagen), der mit dem Vorrücken des Hochdeutschen verschwand.

### Die Mecklenburgisch-Vorpommersche Erhöhung
Das Mecklenburgisch-Vorpommersche vokalisiert, wie viele nordniederdeutsche Dialekte, das R. Das heißt, dass das eigentlich gerollte R im Auslaut und in Verbindung mit den mit der Zunge gebildeten Konsonanten (N, L, S, z. T. D/T) zu einem vokalischen Laut (Schwa) wird. Vor diesem R wechseln einige Vokale. Diesen Vorgang bezeichnete Karl Nerger als „Erhöhung“ (im Gegensatz zur Brechung; vgl. Vokaltrapez); auch der Begriff „Hebung“ wird verwendet. Die Wechsel sind: O→U, E→I, Ö→Ü, A→O. Die letzte Entwicklung, sowie einen Wechsel E→A vor konsonantischem R (/r/), machen fast alle nordniederdeutschen Dialekte mit; Worte wie Jor (mnd. jar ‚Jahr‘) und Barg (mnd. berg ‚Berg‘) sind in ganz Norddeutschland verbreitet. Typisch mecklenburgisch-vorpommersch sind jedoch Worte wie Nurd ‚Norden‘, Kirl ‚Kerl‘ und hüren ‚hören‘. Diese Entwicklung war zumindest im 19. Jahrhundert nicht vollständig durchgeführt, und im Gebiet von Ratzeburg und Lauenburg, die mit dem Rest Mecklenburgs klassischerweise ein Dialektgebiet bildeten, liegt sie nur partiell vor. Bereits ab Ludwigslust kann man zwar eine Umformung von wer ‚war‘ zum typisch mecklenburgisch-vorpommerschen wir finden, aber z. B. Ber ‚Bier‘ macht nur die Diphthongierung mit und wird Beir (sprich wie hd. ‚Bayer‘) statt wie im sonstigen Mecklenburg Bir (wie im Hd.). Dieser Zustand mag sich inzwischen gewandelt haben, da die letzte umfassende Erhebung 1876–1880 mit der Erhebung durch Wenker geschah.
Die mecklenburgisch-vorpommersche Erhöhung hat sich nach Teuchert (1934) kurz vor der Landesteilung in Mecklenburg-Strelitz und Mecklenburg-Schwerin (1702) durchgesetzt, da sie sowohl Schwerinisch als auch Strelitzisch erfasst hat.

### Überlänge
Durch Ausfall eines mittelniederdeutschen -e am Wortende entsteht im mvp. ähnlich wie in anderen niederdeutschen Mundarten die sog. „Überlänge“ des vorangehenden Vokals, die orthographisch durch Apostroph ’ angezeigt werden kann, vgl. Apokope und Apostroph unten. Überlänge äußert sich u. a. durch Ausbleiben der Auslautverhärtung nachfolgender Konsonanten („gleich als ob am Ende ein stilles e nachwirke“, Nerger 1869, S. 154) und ist beispielsweise in der Flexion bedeutungsunterscheidend.
Nach Ritter (1832, S. 12) wird „der Vocal der tief betonten Wörter […] zu einer wahren Länge ausgedehnt, bei hell betonten Silben aber der erste auf den Vocal folgende Consonant länger gehört, und der letzte Consonant lautet allein nach, oft mit einem unmerklich angedeuteten e, z. B. Lew’ (Liebe), gesprochen Le'w, Le-èw, wogegen lew (lieb) rein gesprochen wird; eben so lang’ (lange), gesprochen lann'g, dagegen lang wie lank. Dadurch wird der nun auslautende Consonant sehr weich gesprochen“.

### Sonstige Besonderheiten
Das S [/s/] vor Konsonanten wird im Strelitzschen und Teilen Vorpommerns zu SCH [/ʃ/] verändert, gleich dem Deutschen. Snacken, Strand und Spiker werden zwar häufig mit S geschrieben, in vielen, wenn nicht allen, ostniederdeutschen Dialekten spricht man sie jedoch als schnacken, Schtrand und Schpiker aus. Mit der Auflösung der ostniederdeutschen Gebiete in Pommern und Ostpreußen immigrierten viele Sprecher östlicher Dialekte nach Mecklenburg, sodass auch im Meckl.-Schwerinerischen die Veränderung von S zu SCH nun manchmal auftritt.
Im Inlaut wird häufiger B [/b/] verwandt, wo in anderen Dialekten ein V [/v/] steht. So finden sich to (zu), töven (warten), Aven (Ofen) und grön (grün) in Mecklenburg als tau, täuben, Aben (auch Awen) und gräun. In Rostock, Grenzen zu anderen Dialekten und in vielen Pommerschen Gebieten werden die Wörter ebenfalls mit O gebildet.
Postvokalisches r wird vielfach vokalisiert, in einem Teil des Dialektgebietes word dadurch auslautendes -er als -e artikuliert wird. Die Grammatik von Ritter (1832) schreibt daher systematisch -é, daher dort Schreibungen wie Schepè für sonst üblicheres Schäper ‚Schäfer‘. Wo hier aus Ritter zitiert wird, wird -er geschrieben.
Regional verbreitet ist Rhotazismus, d. h., die Aussprache von intervokalischem mnd. d oder dd als gerolltes /r/. Teilweise findet das auch Eingang in die Schreibung, so etwa bei Ritter (1832), der z. B. für 1.sg.prt von don ‚tun‘ sowohl ded‘ als auch der‘ ‚(ich) tat‘ angibt (Ritter 1832, S. 84).

## Orthographie
Das Mecklenburgische und Vorpommersche, bedingt durch die offenere Aussprache, verfügen über eigene Laute, welche in anderen Dialekten des Niederdeutschen nicht vorkommen. Diese werden, je nach Verlag, dargestellt durch die Buchstaben Œ (Æ) und Ę oder auch durch Ä, Ae und Oe. Ein weiterer Buchstabe, welcher im ganzen sächsischen Raum Verwendung findet, ist Å.

### Å /ɔː/ (auch als a oder o geschrieben)
Das Å/å tritt in der Schrift vor allem im Pommerschen auf, wo es zum einen anzeigt, dass ein als O gesprochener Laut vor einem langen R im Wortstamm ein A ist. Vor einem vokalischen R wandelt sich in niederdeutschen Dialekten das lange A als O, auch dort, wo das lange A sonst dem deutschen A entspricht (Jor ‚Jahr‘). Es kam in den östlichen Gebieten des heutigen Mecklenburg-Vorpommern nicht selten vor, dass dort ein Å geschrieben wurde. Dass dies im Westen selten geschah, ist mit Konvention zu erklären, da die Grammatik und Aussprache dort z. T. identisch sind.

In ganz Norddeutschland zu finden ist außerdem die Verwendung des Å anstelle des A, da die meisten Dialekte das lange A wie ein skandinavisches Å sprechen [/ɒː/ oder /ɔː/]. Dies vor allem in neuerer Zeit, wo sich im Niederdeutschen eine dialektbezogen-aussprachekonforme Schreibweise gegenüber einer etymologisch-wortstammbildenden durchsetzt. Dort findet sich dann das klassisch als water geschriebene „Wasser“ entsprechend der Aussprache [/ʋɒːtɜ/], orientiert an der hochdeutschen Standardsprache, als Wåder wieder.

### Ę /ɛ:/ (auch als ä geschrieben)
Das Ę/ę bezeichnet ein „tonlanges E“ [/ɛ:/]. Es steht zum einen in Wörtern, die durch Lautwandel einen neuen Laut angenommen haben, d. h. von bestimmten altsächsischen Vokalgruppen stammen; etwa Worte, die ein kurzes I in einer offenen Silbe führten. Beispiele sind as. filu und meckl. vęl (viel) oder as. givan und meckl. gęven (geben). Auch der Name Mecklenburgs hat durch dieses Lautgesetz sein Ę erhalten: Mikilinborg → Mękel(e)nborg. Ebenso wurde slawisch Liubice zu Mecklenburgisch Lübęke. Außerdem ist dieses E der Umlaut des kurzen A, wie in Singular grass, Plural gręser. Je nach Autor und Herausgeber wechselt Ę relativ frei mit Ä. Ę ist eher eine Wörterbuchschreibung, da auf elektronischen Endgeräten für die meisten Autoren schwer zu schreiben.

### Œ/Æ /ɶː/ (auch als ä oder ö geschrieben)
Das Æ/æ und Œ/œ bezeichnen denselben Laut [/ɶː/], welcher der Umlaut des langen A ist und vom Ä zu trennen ist, wenn der Schriftsatz es ermöglicht. Klanglich handelt es sich um ein langes Ä mit starker Beimischung des offenen Ö. Auch dieser Laut wird häufig mit dem Zeichen <Ä> bezeichnet. Im 19. Jahrhundert gingen einige Autoren davon aus, dass dieser Laut nur im Mecklenburgischen vorkomme.

Das Zeichen Œ hat sich in jüngerer Zeit verbreitet, da der Laut selbst aufgrund des Ö-Beiklangs in Verkürzungen mit einem Ö verwechselt werden kann, bzw. auch als solches geschrieben wird. (de Mœl, die Mühle → de Möller, der Müller; jedoch urspr. abgeleitet von malen, mahlen). Die Wörter mit kurzem Ö sind aber jüngeren Ursprungs (mnd. molarene, Müller). Weiteren Einfluss darauf muss man wohl dem Deutschen zurechnen, welches diese Wörter zumeist mit OE umschreibt, sowie nicht zuletzt der großen Ähnlichkeit von æ und œ im Frakturschriftsatz, in welchem der überwiegende Großteil der bekannten niederdeutschen Literatur veröffentlicht wurde.

Die Verwendung des Œ birgt die Gefahr, dass man fälschlich einen O-Umlaut annimmt, was zu Fehlern bei Konjugation und Deklination führen kann. So ist der Singular von Vœgel/Vægel etwa Vagel und nicht Vogel. Dies ist zudem für die Aussprache wichtig, da die Mecklenburger, insbesondere der mittel-/ostmecklenburgische Dialekt Fritz Reuters, das lange A mit wenig bis ohne Charakter des O spricht. So findet man etwa in dessen Werken ausschließlich die Schreibung mit æ/ae und ä.

Vagel findet z. B. in der Aussprache des niedersächsischen Dialektraumes z. T. die Realisierung als „Voogel“, im mecklenburgischen und pommerschen Raum hingegen eine Aussprache wie „Våågel“ (mit einem Laut wie im englischen water) je nach Gebiet.

Weiter zur Verwirrung trägt bei, dass die deutschen Transkriptionen dieser Wörter für gewöhnlich „oe“ verwenden und die westniederdeutschen Dialekte an der entsprechenden Stelle Ö oder ÖÖ schreiben und auch sprechen. Der Unterschied zwischen Ö /ø:/ und Æ/Œ /ɶː/ ist im Osten bedeutungsunterscheidend (Hög' , Höhe; Hæg'/Hœg' , Freude).
Tabelle zur Übersicht der Umlautbeziehung:
| Umlautwort | abgeleitetes oder ableitendes Wort | Anmerkung                                   |
| ---------- | ---------------------------------- | ------------------------------------------- |
| dæmlig     | damelen                            | Ursprung für das Deutsche „dämlich“         |
| kænen      | ik kan                             | können, erste Person Singular               |
| Slætel     | slaten                             | Schlüssel, geschlossen, Partizip von sluten |
| Vægel      | Vagel                              | Plural, Singular                            |
| knækern    | Knaken                             | knöchern, Knochen                           |

### Apokope und Apostroph
Zur Bezeichnung der sog. „Überlänge“ von Vokalen wird dort, wo früher ein E stand, welches wie im Nordniederdeutschen häufig stumm wurde (siehe Apokope), heute oft ein Apostroph geschrieben, das die Auslautverhärtung verhindert. Wie im Deutschen und Niederländischen werden D, B und W am Ende eines Wortes und am Ende einer Silbe vor einem Konsonanten zu T, P und F. (Dod spricht man wie „doht“.)
Ein G wird an diesen Stellen als CH gesprochen.
Ein Apostroph macht deutlich, wo früher ein E stand und dass die vorstehenden Buchstaben diesen Wandel nicht durchmachen, da sie quasi noch im Inlaut stehen. Dies ist auch bedeutungsunterscheidend. Eine Orientierungshilfe zur Aussprache kann das Englische geben, wo die Auslautverhärtung nicht stattfindet und das Wort cold (kalt, im niederdeutschen ebenfalls kold) tatsächlich mit D am Ende gesprochen wird.
| Plattdeutsch | Deutsch              |
| ------------ | -------------------- |
| de Dod       | der Tod              |
| de Dod’      | der Tote             |
| ’n Hus       | ein Haus (Nominativ) |
| ’n Hus’      | einem Hause          |

Eine sehr gängige Ausnahme ist Dag (Tag, kurzes A), wo neben dem Plural Dag' auch der Plural Dag üblich ist, wobei sich dieser das lange A der ursprünglichen Zweisilbigkeit (früher Dage) erhält. Zuweilen wird der Unterschied schriftlich kenntlich gemacht. (Dach/Dag oder Dagg/Dag; Dag/Daag eher im Westen üblich)

Ein anderes System war, jedem Laut einem Buchstaben zuzuordnen, sodass der Tod als der Dot geschrieben wurde, der Tote aber als der Dod.

### V vs. W
Weiterhin benutzen sehr viele moderne (mindestens seit 1800) Texte im mecklenburgisch-vorpommerschen Dialekt das w im Wort, ohne dass sich der Lautwert von v> [/v/] zu w [/ʋ/] geändert hätte. Vor allem der sich stark an der standarddeutschen Rechtschreibung orientierende Fritz Reuter leistete dieser Entwicklung Vorschub, während Philologen wie Karl Nerger diese Entscheidung eher kritisch sahen. Sie ist zum Teil vielleicht damit zu erklären, dass das v im mittelniederdeutschen Anlaut immer als f gesprochen wurde, was sich im Mecklenburger Dialekt zum Teil auf den Inlaut bei Fremdwörtern übertrug. Veninsch (‚giftig‘; von frz. venin) spricht man als „feniensch“ aus, David als „Dafiet“. Im Westen hingegen spricht man das v heute im Anlaut von Fremdwörtern wie in der Originalsprache.

## Phonologie

### Vokale
| Schreibung           | Lautschrift  | Beispiel nach Herrmann-Winter | hochdeutsche Entsprechung                     |
| -------------------- | ------------ | --- | --------------------------------------------- |
| a                    | [⁠a⁠]          | as ‚als, wie‘ | meist kurzes a                                |
| a                    | [a;] (vor r) | Barch ‚Berg‘, Kark ‚Kirche‘ | meist kurzes e oder i                         |
| e                    | [ɛ]          | em ‚ihn, ihm‘, etzlig ‚etlich, einige‘                                                                                             | meist kurzes e oder i                         |
| e (ee, eh)           | [⁠e:⁠]         | een ‚ein‘, ehr ‚ihr‘, Bickbeer ‚Heidelbeere‘, Kleed ‚Kleid‘                                                                        | meist ei oder langes e                        |
| i                    | [⁠i⁠]/[⁠ɨ⁠]      | mit ‚mit‘, schippern ‚mit dem Schiff fahren‘, villicht ‚vielleicht‘                                                                | meist kurzes i, auch langes i oder ei möglich |
| i (ie,ih)            | [i:]         | glieks ‚gleich‘, Ies ‚Eis‘, mihrst ‚fast, zum Teil‘                                                                                | meist ei                                      |
| o                    | [⁠ɔ⁠]          | von ‚von‘, Zigorr ‚Zigarre‘ | meist kurzes a oder o                         |
| o, a, å (oh, ah, åh) | [⁠ɔ:⁠]         | Affohrt ‚Abfahrt‘, Vagel ‚Vogel‘, Wor ‚Ware‘                                                                                       | meist langes a oder o                         |
| o (oo)               | [o:]         | wo ‚wo‘, Book ‚Buch‘, Spieskoort ‚Speisekarte‘, nooch ‚genug‘, Bom ‚Baum‘, grot ‚groß‘, Hosten ‚Husten‘                            | meist au, langes u oder langes o              |
| u                    | [ʊ]          | Zägenbuck ‚Ziegenbock‘, Wulf ‚Wolf‘                                                                                                | meist kurzes u oder o                         |
| u (uh, uu)           | [⁠u;⁠]         | Tuurt ‚Torte‘, Stuf ‚Stube‘, Buer ‚Bauer‘, Buk ‚Bauch‘                                                                             | meist au oder langes u                        |
| ö                    | [œ]          | Wöddel ‚Wurzel‘, Köst ‚Schmaus, Kost, Festessen‘                                                                                   | meist kurzes o oder u mit Umlaut              |
| æ, œ (ä, ö, +h)      | [œ:]~[æ:]    | oewertügen ‚überzeugen‘, Boegel ‚Bügel‘, moegen ‚mögen‘, moeten ‚müssen‘, Koetel ‚Kotstückchen‘, Loepel ‚Löffel‘, Koeksch ‚Köchin‘ | meist langes ü oder ö                         |
| ę (ä, ää, äh)        | [ɛ:]         | Spältüüch ‚Spielzeug‘, woväl ‚wieviel‘, Klappräkner ‚Laptop, wörtlich Klapprechner‘, gägen ‚gegen‘, bäätsch ‚bissig‘               | meist langes i, kurzes oder langes e          |
| ö (öö, öh)           | [⁠ø:⁠]         | bedöwen ‚betäuben‘, Döp ‚Taufe‘, Hö ‚Heu‘, grön, gräun ‚grün‘                                                                      | meist eu oder äu, auch langes ü               |
| ü                    | [ʏ]          | üm ‚um‘, ümmer ‚immer‘, wünschen ‚wünschen‘                                                                                        | meist kurzes ü                                |
| ü (üh, üü)           | [⁠y:⁠]         | uphüren ‚aufhören‘, Füer ‚Feuer‘, Sük ‚Seuche‘, Jüüch ‚Jauche‘                                                                     | meist eu                                      |
| au                   | [aʊ̯]         | Kauken ‚Kuchen‘, Austmand ‚August‘                                                                                                 | meist langes u, auch au                       |
| eu, äu               | [ɔɪ̯]         | vergnäuglich ‚vergnüglich‘, Schleuf ‚Schleife‘                                                                                     | meist langes ü                                |
| ei                   | [aɪ̯]         | affdreigen ‚abdrehen‘, Afdeilung ‚Abteilung‘                                                                                       | meist langes e, auch ei                       |

Vor allem an den Vokalen wird klar, dass die niederdeutsche Lautung aus der hochdeutschen (oder umgekehrt) kaum voraussagbar ist. Das unterstreicht, dass es sich hierbei nicht um einen Dialekt des Deutschen, sondern des Niederdeutschen handelt.

### Konsonanten
| Schreibung | Lautschrift                      | Beispiel nach Herrmann-Winter                                                   | hochdeutsche Entsprechung          |
| ---------- | -------------------------------- | ------------------------------------------------------------------------------- | ---------------------------------- |
| b          | [⁠b⁠]                              | Brut ‚Braut‘, warben ‚werben‘                                                   | meist b                            |
| tz, z      | [⁠t͡s⁠]                             | sprützen ‚spritzen‘, Zääch ‚Ziege‘                                              | meist z, tz (sind meist Lehnworte) |
| tsch       | [⁠t͡ʃ⁠]                             | Zitsch ‚Narzisse‘, Natschon ‚Nation‘, Älditsch ‚Eidechse‘, knutschen ‚küssen‘   | meist tsch oder Lateinisch -ti-    |
| d          | [⁠d⁠]                              | Düwel ‚Teufel‘, Zoddel ‚Zottel‘, dit ‚dies‘, Dack ‚Dach‘                        | meist t oder d                     |
| f,v        | [⁠f⁠]                              | Witfru ‚Witwe‘, afarbeiden ‚abarbeiten‘, tauvör ‚zuvor‘                         | meist f oder b                     |
| g          | Am Wortende: [⁠ɣ⁠]/Sonst: [⁠g⁠]      | tüdlig ‚wunderlich‘, toglieks ‚zugleich‘                                        | meist g                            |
| h          | [⁠ɦ⁠], auch Zeichen für Vokallänge | wurhen ‚wohin‘                                                                  | meist h                            |
| j          | [⁠j⁠]/[⁠ʝ⁠]                          | Vöhrjohr ‚Vorjahr‘                                                              | meist j                            |
| k (ck)     | [⁠k⁠]                              | wieken ‚weichen‘, Wark ‚Werk‘, wecke ‚welch‘                                    | meist k oder ch                    |
| l          | [⁠l⁠]                              | Wulf ‚Wolf‘, lütt ‚klein‘                                                       | meist l                            |
| m          | [⁠m⁠]                              | mitnähmen ‚mitnehmen‘                                                           | m                                  |
| n          | [⁠n⁠]                              | nähmen ‚nehmen‘                                                                 | meist n                            |
| ng, n(k)   | [ŋ], Allophon von /n/ vor Velar  | Zislaweng ‚Trick‘, Unkel ‚Onkel‘                                                | ng, n(k)                           |
| p          | [⁠p⁠]                              | versupen ‚ertrinken‘, püüstern ‚anhaltend blasen‘, Pierd ‚Pferd‘                | meist pf, f oder p                 |
| r          | [⁠r⁠]/[⁠ʀ⁠]/[⁠ʁ⁠]                      | püüstern ‚anhaltend blasen‘, run ‚runter‘                                       | meist r                            |
| s          | [⁠s⁠],[z] vor Vokal                | püüstern ‚anhaltend blasen‘, sweiten ‚schwitzen‘, suer ‚sauer‘                  | meist s, z. T. sch                 |
| sch        | [ʃ]                              | schweiten (neben sweiten) ‚schwitzen‘, schluten ‚schließen‘                     | meist sch                          |
| t          | [⁠t⁠]                              | tauierst ‚zuerst‘, dormit ‚damit‘, bet ‚bis‘, bäten ‚bisschen‘, dat ‚das, dass‘ | meist t, tz, z, ss oder ß          |
| w          | [⁠v⁠]                              | wieken ‚weichen‘, hewwen ‚haben‘                                                | meist w oder b                     |
| ch         | [⁠x⁠]                              | wurachen ‚hart arbeiten‘, Winterdach ‚Wintertag‘                                | meist g oder ch                    |
| ch         | [ç], Allophon von [x]            | Zääch ‚Ziege‘, wohrschienlich ‚wahrscheinlich‘                                  | meist g oder ch                    |

### Assimilationsprozesse
Nach ar/er/ir/or/ur [⁠a:⁠], V+[ɐ]

## Morphologie

### Deklination
Substantive unterscheiden wie im Hochdeutschen drei Genera (mask., fem., neut.), Vader m. ‚Vater‘, Moder f. ‚Mutter‘, Kind n. ‚Kind‘ (Wiggers 1858, S. 18). Teilweise weicht die Geschlechtszuordnung vom Hochdeutschen ab:
- mvp. mask. statt hd. fem.: de Teen ‚die Zehe‘ (Wiggers 1858, S. 19)[22]
- mvp. mask. statt hd. neut.: de Been ‚das Bein‘, de Knee m. ‚das Knie‘, de Dok m. ‚das Tuch‘, de Kinn m. ‚das Kinn‘ (Wiggers 1858, S. 19)[22]
- mvp. fem. statt hd. mask.: de Mag ‚der Magen‘, de Brad (f. oder m.) ‚der Braten‘ (Wiggers 1858, S. 19)[22]
- mvp. neut. statt hd. mask.: dat Lief ‚der Leib‘ (Wiggers 1858, S. 19)[22]

Zum Zusammenfall des mnd. Dativ und Akkusativ siehe unten.
Genera und Kasus werden morphologisch nur in der Flexion der Artikel und Adjektiva angezeigt,

#### Nomina
Nomina unterscheiden nur Singular und Plural (Wiggers 1858, S. 20–33):
|               | m.                         | f.                          | n.                                                  |
| ------------- | -------------------------- | --------------------------- | --------------------------------------------------- |
| -en           | Ap ‚Affe‘, pl. Apen        | Katt ‚Katze‘, pl. Katten    | Schapp ‚Schrank‘, pl. Schappen                      |
| Umlaut        | Vagel ‚Vogel‘, pl. Vägel   | Mus ‚Maus‘, pl. Müs         | Bok ‚Buch‘, pl. Böker                               |
| -s            | Hamer ‚Hammer‘, pl. Hamers | Diern ‚Mädchen‘, pl. Dierns | Mäten ‚Mädchen‘, pl. Mätens                         |
| unregelmäßige | Smid ‚Schmied‘, pl. Smed   |                             | Schip ‚Schiff‘, pl. Schep                           |
| sonstige      | Dag ‚Tag‘, pl. Daag        |                             | Schap ‚Schaf‘, pl. Schap Licht ‚Licht‘, pl. Lichter |

#### Bestimmter Artikel
Nach Wiggers (1858, S. 20)
|      | m.sg. | f.sg. | n.sg. | pl. |
| ---- | ----- | ----- | ----- | --- |
| nom. | de    | de    | dat   | de  |
| akk. | den   | de    | dat   | de  |

Mnd. Dativ und Akkusativ sind zusammengefallen. Eine ursprüngliche Dativform ist erhalten in tom iersten.

#### Unbestimmter Artikel
Nach Wiggers (1858, S. 20) und Nerger (1869, S. 189):
|      | m.sg.              | f.sg.          | n.sg.        |
| ---- | ------------------ | -------------- | ------------ |
| nom. | een (en, ’n, ’nen) | eene (en, ’ne) | een (en, ’n) |
| akk. | eenen (’nen, ’n)   | eene (en, ’ne) | een (en, ’n) |

Nach Nerger (1869, S. 189) liegen ursprüngliche Dativformen vor mit f.sg.dat. ’ner und n.sg.dat. ’nen (neben ’n).

#### Adjektive
Nach Wiggers (1858, S. 34–37) und Nerger (1869, S. 188–189)
|            | m.                                                  | f.                                                        | n.                                                    |
| ---------- | --------------------------------------------------- | --------------------------------------------------------- | ----------------------------------------------------- |
| bestimmt   |                                                     |                                                           |                                                       |
| nom.sg.    | de gele (gel') Vagel ‚der gelbe Vogel‘              | de blage (blag') Koh ‚die blaue Kuh‘                      | dat swarte (swart) Hohn ‚das schwarze Huhn‘           |
| akk.sg.    | den gelen Vagel                                     | de blage (blag’) Koh                                      | dat swarte (swart) Hohn                               |
| pl.        | de gele Vägel                                       | de blagen Käuh                                            | de swarten Höhner                                     |
| unbestimmt |                                                     |                                                           |                                                       |
| nom.sg.    | een (’n, ’nen) dullen (dull) Hund ‚ein toller Hund‘ | eene (en, ’n) smucke (smuck) Diern ‚ein hübsches Mädchen‘ | een (’n) lütt/lüttes (lüttet) Kind ‚ein kleines Kind‘ |
| akk.sg.    | eenen (’nen, ’n) dullen (dull’, dull) Hund          | eene (en, ’n) smucke (smuck) Diern                        | een (’n) lütt/lüttes (lüttet) Kind                    |
| pl.        | dulle (dull’, dull) Hund'                           | smucke (smuck) Dierns                                     | lütte (lütt) Kinder                                   |

Mussaeus (1829, S. 30) listet sämtliche Formen noch ohne Apokopie.
Nach Nerger (1869, S. 188–189) liegen ursprüngliche Dativformen vor mit:
- best.sg.dat.f. de blagen Koh
- best.sg.dat.n. den swarten Hohn
- unbest.sg.dat.m. ’nen (’n) dullen Hund
- unbest.sg.dat.f. ’ner smucken Diern (vgl. Ritter 1832, S. 78 ’ne hübschen Fru)[9]
- unbest.sg.dat.n. ’nen (’n) swarten Hohn (vgl. Ritter 1832, S. 78 ’enn ollen Hus)[9]
- unbest.pl.dat. dullen Hund’, smucken Dierns, lütten Kinder

Die Situation ist allerdings durch das analogische Vordringen von Formen auf -en in andere Kasus (Nerger 1869, S. 188) verunklart. Dementsprechend listet z. B. Wiggers (1858) die "Dativform" ’n dullen Hund auch für Nominativ und Akkusativ.
Nach Nerger (1869, S. 188) ist unbest.nom.sg.m. auch -er (een duller Hund) möglich, sofern es sich um Anredeformen handelt. Die Endung -es im Neutrum unbestimmter Adjektve ist hochdeutschen Ursprungs, die Endung -et ist veraltet, nach Nerger ist die reguläre Form endungslos.
Die Steigerungsformen werden ähnlich dem Hochdeutschen mit -er und -st gebildet, die weitere Deklination folgt der der Adjektive (Wiggers 1858, S. 39):
- leef ‚lieb‘, leewer, leewst
- groff ‚grob‘, gräwer, gräwst
- nie ‚neu‘, nieger, niegst

#### Personalpronomen
Nach Mussaeus (1829, S. 32f.):
|         | 1.        | 2.       | 3.m.     | 3.f.     | 3.n.                         |
| ------- | --------- | -------- | -------- | -------- | ---------------------------- |
| nom.sg. | ick ('ck) | du       | hei      | sei      | et oder ’t, gewöhnlicher dat |
| gen.sg. | (miener)  | (diener) | (siener) | (ehrer)  | (siener)                     |
| acc.sg. | mi        | di       | em (en)  | ehr (s') | et oder ’t, gewöhnlicher dat |
| nom.pl. | wi        | ji       | sei      | sei      | sei                          |
| gen.pl. | (unser)   | (juer)   | (ehrer)  | (ehrer)  | (ehrer)                      |
| obj.pl. | uns       | ju       | sei      | sei      | sei                          |

Dazu die jüngere Höflichkeitsform: Sei (nom. & akk.).
Nach Wiggers (1858, S. 43):
|         | 1.  | 2.       | 3.m. | 3.f. | 3.n.     | refl. |
| ------- | --- | -------- | ---- | ---- | -------- | ----- |
| nom.sg. | ik  | du       | he   | se   | dat (’t) |       |
| obj.sg. | mi  | di       | em   | er   |          | sik   |
| nom.pl. | wi  | ji       | se   | se   | se       |       |
| obj.pl. | uns | jug (ju) | se   | se   | se       | sik   |

Und nach Nerger (1869, S. 190):
|         | 1.      | 2.       | 3.m.        | 3.f.        | 3.n.        | refl.   |
| ------- | ------- | -------- | ----------- | ----------- | ----------- | ------- |
| nom.sg. | ik      | dû, du   | he, hê, hei | se, sê, sei | et, t       |         |
| gen.sg. | (mîner) | (dîner)  |             |             |             | (sîner) |
| dat.sg. | mî      | dî       | (em, en)    | (ēr)        | (em, en)    | sik     |
| akk.sg. | mî      | dî       | em, en      | ēr, se      | et, t       | sik     |
| nom.pl. | wî      | jî       | se, sê, sei | se, sê, sei | se, sê, sei |         |
| gen.pl. | (unser) | (jûger)  |             |             |             | (sîner) |
| dat.pl. | uns     | jûch, jû | (en)        | (en)        | (en)        | sik     |
| akk.pl. | uns     | jûch, jû | se, sê, sei | se, sê, sei | se, sê, sei | sik     |

3.sg.f.akk. findet man nach Mussaeus (1829, S. 33) „[b]ei denen, die viel Hochdeutsch hören […] [als] apostrophierte[s] s’ für den weibl. Akkusativ ehr, aber nie sei, z. B. ick häww s’ seihn — ich habe sie gesehen.“
Der Objektkasus der Personalpronomen folgt meist ursprünglichen Dativformen. Als separate Dativformen listet Nerger em, en 3.sg.n. und en 3.pl. für den Objektfall neben den o. g.
Unterschiede zwischen he und hei (usw.) sind regionale Aussprachevarianten, der Unterschied zwischen dat und ’t bzw. jug und ju besteht im Grad der Verkürzung. Die Form et ist nach Nerger (1869, S. 190) „äußerst selten im Gebrauche“ und gilt sonst als eher typisch für das Märkische.
„Aus Irrthum verwendet man [...] ēr“ in Analogie zur 3.sg.f. „auch als Objectscasus des Plurals“. (Nerger 1869, S. 190).

#### Possessivpronomen
Nach Wiggers 1859, S. 45 und Nerger (1869, S. 191):
|     | 1.         | 2.         | 3.m  | 3.f | 3.n  |
| --- | ---------- | ---------- | ---- | --- | ---- |
| sg. | mien       | dien       | sien | ehr | sien |
| pl. | uns' (uns) | jug' (jug) | ehr  | ehr | ehr  |

#### Demonstrativpronomen
Nach Wiggers 1859, S. 45–46 und Nerger (1869, S. 191):
|                     | m.            | f.            | n.  | pl.           |
| ------------------- | ------------- | ------------- | --- | ------------- |
| proximal (‚diesen‘) |               |               |     |               |
| nom.                | diss, disse   | diss, disse   | dit | diss, disse   |
| akk.                | dissen        | diss, disse   | dit | diss, disse   |
| distal (‚jenen‘)    |               |               |     |               |
| nom.                | dee (de, dei) | dee (de, dei) | dat | dee (de, dei) |
| akk.                | den (denn)    | dee (de, dei) | dat | dee (de, dei) |

Nach Nerger (1869, S. 191) liegen ursprüngliche Dativformen für den Objektfall vor mit n.sg.dat. dissen bzw. dem, denn sowie pl.dat. dissen. Der Dativ dem steht nicht attributiv.
In Verbindung mit Präpositionen steht für das Neutrum oft dor (dor heff ik nich van hürt ‚davon habe ich nichts gehört‘). Vereinzelt kommen in Verbindung mit Präpositionen noch alte Dativformen vor (in dem wier ik sollen ‚darin hätte ich sein sollen‘ d. h. ‚beinahe wäre ich gefallen‘).
Ritter (1832, S. 80f) beschreibt diss als „das Pronomen, welches das Nähere bezeichnet“ und de als „[d]as Pronomen, welches das Entferntere angiebt“, analog auch Wiggers (1859, S. 45). Ein weiteres distales Pronomen ist jene, in dem zumindest Ritter (S. 81) aber hochdeutsche Entlehnung vermutet.

### Konjugation
Nach Wiggers (1859, S. 54–66), ergänzt nach Nerger (1869, S. 156–167).
|                                     | 1.sg                  | 2.sg                  | 3.sg               | 1.pl                  | 2.pl                                     | 3.pl                  |
| ----------------------------------- | --------------------- | --------------------- | ------------------ | --------------------- | ---------------------------------------- | --------------------- |
| schwache Konjugation: halen ‚holen‘ |                       |                       |                    |                       |                                          |                       |
| ind.prs.                            | ik hal                | du halst              | halt               | wi halen              | ji halen (halt)                          | se halen              |
| ind.prt.                            | ik halt (hald, halde) | du haltst (haldst)    | halt (halde, hald) | wi halten (halden)    | ji halten (halden), halt (haldet, haldt) | se halten (halden)    |
| ipv.                                |                       | hal                   |                    |                       | halt                                     |                       |
| part.                               | halt                  | halt                  | halt               | halt                  | halt                                     | halt                  |
| starke Konjugation: kamen ‚kommen‘  |                       |                       |                    |                       |                                          |                       |
| ind.prs.                            | kam                   | kümmst                | kümmt              | kamen                 | kamen (kamt)                             | kamen                 |
| ind.prt.                            | keem                  | keemst                | keem               | keemen                | keemen (keemt)                           | keemen                |
| ipv.                                |                       | kam, kumm             |                    |                       | kamt                                     |                       |
| part.                               | kamen                 | kamen                 | kamen              | kamen                 | kamen                                    | kamen                 |
| starke Konjugation: maken ‚machen‘  |                       |                       |                    |                       |                                          |                       |
| ind.prs.                            | mak                   | makst                 | makt               | maken                 | maken (makt)                             | maken                 |
| ind.prt.                            | mök                   | mökst                 | mök                | möken                 | möken (mökt)                             | möken                 |
| ipv.                                |                       | mak                   |                    |                       | makt                                     |                       |
| part.                               | makt                  | makt                  | makt               | makt                  | makt                                     | makt                  |
| starke Konjugation: fangen ‚fangen‘ |                       |                       |                    |                       |                                          |                       |
| ind.prs.                            | fang                  | fangst                | fangt              | fangen                | fangen (fangt)                           | fangen                |
| ind.prt.                            | füng (älter feng)     | füngst (älter fengst) | füng (älter feng)  | füngen (älter fengen) | füngen (füngt) (älter fengen, fengt)     | füngen (älter fengen) |
| ipv.                                |                       | fang                  |                    |                       | fangt                                    |                       |
| part.                               | fungen                | fungen                | fungen             | fungen                | fungen                                   | fungen                |

Nach Nerger (1869, S. 156) waren -en und -t im Mecklenburgischen des 19. Jahrhunderts gleichberechtigt, Spuren (Einflüsse) eines Einheitsplurals auf -t „verharr[en] nur noch in den westlichen Theilen des Landes neben dem en“.
Nach Ritter (1832, S. 100) scheint es das Partizip Präsens nicht zu geben, da es in der Landsprache seiner Zeit fast nie angetroffen werde, bzw. sofern es doch auftritt, wie im Hochdeutschen formal dem Infinitiv entspricht und daher womöglich entlehnt sei.
Die Vorsilbe ge- wird nach Ritter (1832, S. 100) für das Partizip Präteritum nur verwendet, wenn es adjektivisch gebraucht wird, jedoch nie in der Verbalflexion.

#### Unregelmäßige Verben
Nach Nerger (1869, S. 167–169) flektieren die Hilfsverben sin/wesen ‚sein‘, don ‚tun‘ und hebben ‚haben‘ und einige Modalverben (moeten ‚müssen‘, soelen ‚sollen‘, moegen ‚mögen‘, koenen ‚können‘, willen ‚wollen‘) irregulär. (Daneben auch bringen ‚bringen‘, denken ‚denken‘, dünken ‚dünken‘, gahn ‚gehen‘, stahn ‚stehen‘ und weten ‚wissen‘):
|               | sin/sien/wesen ‚sein‘ | hebben ‚haben‘ | don (daun) ‚tun‘ | moeten ‚müssen‘ | koenen ‚können‘ | soelen ‚sollen‘                     | willen ‚wollen‘ |
| ------------- | --------------------- | -------------- | ---------------- | --------------- | --------------- | ----------------------------------- | --------------- |
| 1.sg.ind.prs. | bün                   | hevv, hef      | do               | moet            | kann            | sall (schall)                       | will            |
| 2.sg.ind.prs. | büst                  | hest           | deist            | moest           | kannst          | sast (schasst)                      | wisst (wullt)   |
| 3.sg.ind.prs. | is                    | het (heft)     | deit             | moet            | kann            | sall (schall)                       | will            |
| 1.pl.ind.prs. | sünt                  | hebben         | don              | moeten          | koenen          | soelen (schoelen)                   | willen          |
| 2,pl.ind.prs. | sünt                  | hebben (heft)  | don, dot         | moeten          | koenen (koent)  | soelen (schoelt)                    | willt           |
| 3.pl.ind.prs. | sünt                  | hebben         | don              | moeten          | koenen          | soelen (schoelen)                   | willen          |
| 1.sg.ind.prt. | was, wier             | hadd           | deed             | möst (müst)     | könnt (künnt)   | söll, süll (schöll, schüll, schull) | woll (wull)     |
| 2.sg.ind.prt. | wierst                | haddst         | deedst           |                 |                 |                                     | wosst (wusst)   |
| 3.sg.ind.prt. | was, wier             | hadd           | deed             |                 |                 |                                     | woll (wull)     |
| 1.pl.ind.prt. | wieren                | hadden         | deeden           |                 |                 |                                     | wollen (wullen) |
| 2.pl.ind.prt. | wieren (wiert)        | hadden, haddt  | deeden, deedt    |                 |                 |                                     | wollt (wullt)   |
| 3.pl.ind.prt. | wieren                | hadden         | deeden           |                 |                 |                                     | wollen (wullen) |
| ipv.sg.       | wes (wees, sie)       | hevv, hef      | do               |                 |                 |                                     |                 |
| ipv.pl.       | weest (siet)          | heft           | dot              |                 |                 |                                     |                 |
| part.         | wesen, weest, west    | hat            | dahn             | möst (müst)     | könnt (künnt)   | söllt, süllt (schüllt, schullt)     | wollt (wullt)   |

Die Variation sall -- schall ist regional. Ritter (1832, S. 91) beschreibt ersteres als „Stadtsprache“, letzteres als „Landsprache“.

### Derivation
Die Derivation ist sehr vielfältig und kann daher hier nur in Auswahl einiger charakteristischer Formen beschrieben werden. Darstellung folgt hier Wiggers (1859) und Mussaeus (1829).

#### Nominal
- -in bildet Feminina, traditionell beschränkt auf Wörter, die einen Stand oder Amt angeben (Pasturin f. ‚Pastorin‘), auch zur Bezeichnung der Ehefrau (de Möllern ‚Frau Möller‘, de Vossen ‚Frau Voß‘) (Wiggers 1858, S. 18f)
- -sch bildet Feminina, traditionell bei Gewerben (Käksch f. ‚Köchin‘), zur Bezeichnung der Ehefrau (Möllersch ‚Frau Möller‘) oder für weibliche Einwohner eines Ortes (Warnemündersch ‚Warnemünderin‘) (Wiggers 1858, S. 18f.)[22]
- -ing bildet Neutra, die als Kosewörter gebraucht werden, z. B. Sœhn m. ‚Sohn‘, dim. Sœhning n. ‚Söhnchen‘; Vader m. ‚Vater‘, dim. Väding ‚Väterchen‘. Der Gebrauch ist hochproduktiv und nicht auf Nomina beschränkt, z. B. sachting dim. zu sacht adv. ‚sanft‘. Angewendet auf Adjektive, bildet das Suffix Nomina (mien Söting ‚meine Süße‘). (Wiggers 1858, S. 95–96)[22] Laut Mecklenburgischem Wörterbuch III 980–982 handelt es sich nicht um ein eigentliches Diminutiv, da sich sein Gebrauch auf die kosende Anrede beschränkt.
- -ken bildet Diminutiva (Neutra), jedoch weniger produktiv und weniger liebkosend als -ing, z. B. Vagelburken k‚leines Vogelbauer‘. In Verbindung mit -s wird -ken zu -schen assimiliert (z. B. Hüschen ‚Apfelkern‘, eigentlich ‚Häuschen‘) (Wiggers 1858, S. 96)[22]
- -schop ‚-schaft‘, z. B. Fründschop ‚Freundschaft‘ (Mussaeus 1829, S. 19)
- -daum ‚-tum‘, z. B. Riekdaum ‚Reichtum‘ (Mussaeus 1829, S. 19)
- -(a)tschon ‚-tion‘, z. B. Bueratschon ‚Bausache‘, Ackeratschon ‚Ackerwesen‘ (Mussaeus 1829, S. 19f)

##### Deverbale Nomen
- Nullableitung bildet abstrakte Nomen zu Verben, z. B. dat Leiwen zu leiwen „obwohl man schon: dei Leiw hat, indem ersteres mehr das Active hervorhebt“ (Mussaeus 1829, S. 19)
- -er bildet agentive Nomen, Setter zu setten ‚setzen‘, Schriewer zu schriewen ‚schreiben‘ (Mussaeus 1829, S. 19)
- -nis bildet abstrakte Nomen, Hinnernis zu hinnern ‚hindern‘ (vgl. Mussaeus 1829, S. 19)

##### Deadjektivische Nomen
- -e, z. B. dat Gaude zu gaud ‚gut‘ (Mussaeus 1829, S. 19)
- -heit, z. B. dei Gaudheit, dei Frieheit, dei Deiwischheit zu gaud ‚gut‘, frie ‚frei‘, deiwisch ‚diebisch‘ (Mussaeus 1829, S. 19)
- -keit, z. B. dei Gaudigkeit, dei Fründlichkeit zu gaud ‚gut‘, fründlich (Mussaeus 1829, S. 19)

#### Adjektivisch
- -sam, z. B. grausam (Mussaeus 1829, S. 21)
- -lich, z. B. säutlich ‚süßlich‘, grieslich (Mussaeus 1829, S. 21)
- -ig, z. B. unschüllig (Mussaeus 1829, S. 21)

##### Denominale Adjektive
- -ig, z. B. nahdeilig zu Nahdeil ‚Nachteil‘ (Mussaeus 1829, S. 20)
- -icht, z. B. koppericht zu Kopper ‚Kupfer‘ (Mussaeus 1829, S. 20)
- -lich, z. B. fründlich zu Fründ ‚Freund‘ (Mussaeus 1829, S. 20)
- -en, z. B. gullen zu Gold ‚Gold‘, sülwern zu Sülwer ‚Silber‘ (Mussaeus 1829, S. 20)
- -ern, z. B. steinern zu Stein ‚Stein‘ (Mussaeus 1829, S. 20)
- -sch, z. B. rußsch zu Ruß ‚Ruß‘ (Mussaeus 1829, S. 20)
- -los, z. B. sorglos zu Sorg ‚Sorge‘ (Mussaeus 1829, S. 20)

##### Deverbale Adjektive
- -ig, z. B. raffig ‚habsüchtig‘ zu raffen (Mussaeus 1829, S. 20)
- -bar, z. B. achtbar (Mussaeus 1829, S. 20)
- -haft(ig), z. B. habhaft, deilhaftig (Mussaeus 1829, S. 20)

#### Verbal
- Ablaut und Umlaut: „Durch Umlaut werden oft transitive aus intransitiven und umgekehrt gebildet“, z. B. dampen/dämpen (Mussaeus 1829, S. 21)

##### Denominale Verben
- -en (des Infinitivs, vgl. Nullableitung), z. B. raden zu Rad ‚Rat‘ (Mussaeus 1829, S. 21) (falsches Beispiel, effektiv umgekehrt).

#### Adverbien
- -lings, z. B. olldings, oldlings ‚vor Zeiten‘, piperlings ‚schnurgerade sich ergießend‘ zu Piper ‚Ausguss‘ (Mussaeus 1829, S. 22)
- durch Nullabteilung aus Adjektiven, „indem das e finale weggeworfen wird“, z. B. hog, gaud, väl (Mussaeus 1829, S. 22)

## Syntax
Allgemein gilt die niederdeutsche Syntax als schlecht erforscht, die Anmerkungen hier beziehen sich daher auf Einzelbeobachtungen. Die traditionelle Annahme, dass „[d]ie eigentliche Bildung eines Satzes […] im Ganzen der gewöhnlichen und hochdeutschen entspricht“ (Ritter 1832, S. 124) ist naheliegend, aber im Widerspruch zu den untigen Beobachtungen und weitgehend unbewiesen, insbesondere solange keine syntaktisch annotierten Korpora des Mecklenburgisch-Vorpommerschen bzw. des Niederdeutschen insgesamt existieren.

### Dativ, Akkusativ und Objektfall
Im allgemeinen sind Dativ und Akkusativ gegen Ende der mittelniederdeutschen Zeit zu einem Einheitsfall ("Objektfall") zusammengefallen, der formell meist dem mittelniederdeutschen Akkusativ entspricht. Dies war zunächst ein lautlicher Prozess (Apokopie von finalem -e, Schwächung von -m zu -n, Assimilation von auslautendem -r), hat sich durch Analogie aber weiter verbreitet (Nerger 1869, S. 170f). In einigen Formen sind Reste ursprünglicher Dativformen erkennbar. Traditionell wird der Objektfall als „Akkusativ“ bezeichnet (Mussaeus 1829, S. 23), worunter aber immer, soweit nicht anders ausgeführt, der Dativ als formgleich mit inbegriffen ist (so explizit Ritter 1832, S. 67). Sachlich richtiger ist hierfür jedoch die Bezeichnung als „Objektfall“ oder „Akkudativ“.
Der Dativ erfährt deutliche Kennzeichnung in Kontraktionen mit Präpositionen, wo noch das Dativ-M des ehemaligen Artikels deme auftritt, bzw. bei sächlichen Substantiven der alte Dativ-Artikel den. Tatsächlich entstand der Dativartikel den über ein Lautgesetz des Mittelniederdeutschen: Dort trat mit der Zeit die Akopierung ein und die E am Ende von Wörtern wurden stumm. Wörter, welche ein -me am Ende geführt hatten, wurden ohne E dann häufig mit -n statt mit -m gesprochen. Eine Trennung von Dativ und Akkusativ kann, über die Artikel hinaus, dann auch in der Aussprache festgestellt werden. Wie im Deutschen und Niederländischen werden D, B und W am Wortende als T, P und F gesprochen. Als Überbleibsel eines ursprünglichen Dativ-E zeigt sich dann eine fehlende Auslautverhärtung, welche durch einen Apostroph deutlich gemacht wird. Die Schreibung mit Apostroph bzw. die „überlange“ Aussprache kann daher genutzt werden, um Dativformen und Akkusativformen zu unterscheiden, dies allerdings nur für mittelniederdeutsch stimmhafte Konsonanten bei Maskulina und Neutra im Singular (Nerger 1869, S. 171).
| Plattdeutsch                | Deutsch                   | Anmerkung |
| --------------------------- | ------------------------- | --- |
| dat Liw                     | der Körper                | sprich Lif/Lihf/Lief (IPA: [liːf]) |
| in’n Liw’                   | im Körper                 | sprich Liew |
| Ik ga tau’n/taum Pird’.     | Ich gehe zum Pferde.      | siehe unten |
| Ik ga tau dat Pird.         | Ich gehe zu dem Pferd.    | Hier geschieht eine Auslautverhärtung, da es sich tatsächlich um den Akkusativ handelt, der steht, wo ein vergessener Dativ stehen sollte. |
| Ik ga tau einen Pird’.      | Ich gehe zu einem Pferde. | |
| Ik köp ein Pird.            | Ich kaufe ein Pferd.      | |
| Ik ga tau(r) Fru.           | Ich gehe zur Frau.        | siehe unten |
| Ik ga tau de Fru.           | Ich gehe zu der Frau.     | |
| de Wulf – de Wülw’          | der Wolf – die Wölfe      | Singular, Plural |
| de Wülwen/Wülben – de Wülw’ | den Wölfen – die Wölfe    | Dativ, Akkusativ |

Dabei ist unklar, ob Kontraktionen mit -r und -m dem Altsächsischen und Mittelniederdeutschen entspringen oder hochdeutschen Einflusses sind. Bereits das Altsächsische zeigte eine Vermischung von Akkusativ- und Dativformen, ohne dabei aber einen Einheitsfall aufzubauen. Im Mittelniederdeutschen setzte sich dieser Trend fort. Zudem ist eine Mischung und Verwechslung von N und M zu beobachten, wobei das Schrifttum mit fortschreitender Standardisierung auch vom regional Gesprochenen abwich und schriftlich grammatische Unterscheidungen gemacht wurden, die beim Sprechen nicht hörbar, aber bewusst waren. Weiterhin spricht für einen hochdeutschen Ursprung das Fehlen eines weiblichen Artikels „der“, wobei Ritter in seiner 1832 niedergeschriebenen Grammatik noch als weibliches Akkusativpronomen „de(re)“ verzeichnet. Ungeachtet dessen, welchen Ursprungs diese Formen sind, treten sie allerdings seit mindestens dem 14. Jahrhundert durchgehend in niederdeutschen Texten auf. Wenn diese Kontraktionen als fremd empfunden werden, werden sie durch die Verkürzung des Artikels (Ik ga tau’n Mann/tau Fru.), bzw. durch die Langform ersetzt.

Das in neuerer Zeit stumme Dativ-E jedoch ist zweifelsfrei niederdeutschen Ursprungs. Ebenso, dass in Kontraktionen ein ’n als Dativindikator für de und dat steht.
Außerdem wird der Akkusativ bei der Verkürzung des Objektpronomens em, ursprünglich Dativpronomen, zu  ’n, ursprünglich von en, deutlich.
- Slaten hew ik em nich. – Geschlossen habe ich ihn nicht.
- Ik will’n sluten. – Ich will ihn schließen

### Umschreibung des Genitivs
Der mnd. Genitiv ist weitgehend geschwunden und wird meist umschrieben mit einer Possessivphrase in Verbindung mit einem Dativ- (~Akkusativ-) Argument (den Kaptein sien Schip ‚das Schiff des Kapitäns‘) oder einer Präpositionalphrase mit van (de Kaptein van dat Schip ‚der Kapitän des Schiffes‘, dat Schip van den Kaptein ‚das Schiff des Kapitäns‘). (Wiggers 1858, S. 31)
Mussaeus 1829 (S. 23f.) listet:
- den Mann sien Hus ‚des Mannes Haus‘
- Mauder ehr Kled ‚Mutters Kleid‘
- dei Breif van mien Mauder ‚der Brief meiner Mutter‘

Die Umschreibung mit van zeigt immer nur die Herkunft oder Zugehörigkeit, niemals den Besitz (Mussaeus 1829, S. 63).
Reste des Genitivs sind teilweise in Adverbialen sowie Substantiven, die Personen bezeichnen, erhalten. Nach Nerger (1869, S. 170) z. B. in s'abends "abends", weswegen ‚weswegen‘, vael goods ‚viel Gutes‘, nix slimms ‚nichts Schlimmes‘, Vaders Hus ‚Vaters Haus‘, Nawers Gorden ‚Nachbars Garten‘. Nach Mussaeus (1829, S. 24) sind diese Formen „wie man [sie] zuweilen in den Städten etc. hört“" allerdings nach dem Hochdeutschen gebildet (Mauders Hus) oder daraus entlehnt (üm Gotts Willen) und „[n]icht ächt-platt“.

### Benefaktor („freier Dativ“)
Analog zum Hochdeutschen kann praktisch jedes nicht intransive Verb um die Angabe dessen erweitert werden, für den diese Tätigkeit stattfindet (semantische Rolle „Benefaktor“). Im Hochdeuitschen ist das der sog. „freie Dativ“, etwa in Ich habe ihm den Garten gemacht, und diese Konstruktion ist auch die Grundlage für die o. g. Umschreibung des Genitivs (den Kaptein sien Schip wörtlich ‚dem Kapitän.DAT sein Schiff.AKK‘). Im mvp. sind Dativ und Akkusativ zu einem Objektfall (bzw. im Akkusativ) zusammengefallen, so dass der Begriff „freier Dativ“ nicht angewendet werden sollte, aber die Konstruktion ist analog.
Nach Wiggers (1859, S. 109) wird „[d]er Dativ des persönlichen Fürworts der zweiten Person [auch] nicht selten in Gesprächen eingemischt, in der Absicht, das Erzählte dadurch dem Angeredeten recht nahe zu bringen und ihn zur Zustimmung aufzufordern“, z. B.
- Dat is di 'n Preester! ‚Das ist dir ein Prediger!‘ (nach einem solchen kannst du sonst weit suchen). Wiggers (1859, S. 109)
- Dei Mann hett di mol lang' Bein! ‚Der Mann hat dir aber lange Beine!‘ (Mussaeus 1829, S. 69)[23]

Morphologisch vertritt dabei der Objektkasus den Dativ. Da dies zu Uneindeutigkeiten gegenüber dem Akkusativ führen kann, kann der Benefaktor durch die Präposition för ausgedrückt werden (Mussaeus 1829, S. 63):
- ik heww den Mann dat Hus köft ~ ik heww för den Mann …

### Ungenaue Mengenangaben
Eine dem Mecklenburgisch-Vorpommersche eigene Bildung ist die ungenaue Mengenangabe, die mit dem unbestimmten Artikel Singular und einer Form der Nachsilbe -ere/-erne gebildet wird, wobei das darauffolgende Zahlwort durch den Artikel zum Substantiv wird.
- ein Jårer’ Söss – an die sechs Jahre (dat Jår, das Jahr)
- ’n Mannere Fif – um die fünf Männer (de Mann)
- ’n Litere Tein – ca. zehn Liter
- ein Dalerne Acht – etwa acht Taler (de Daler)

### Adverbien
Adverbien bestimmen wie im Hochdeutschen Verben näher, jedoch auch andere Adverbien oder Adjektive. Sie können daher gesteigert werden (Mussaeus 1829, S..57), z. B.
- hüpig ‚häufig‘, hüpiger, am hüpigsten
- oft, öfter, am öftersten

Im 19. Jahrhundert sehr gebräuchliche Adverbien waren nach Mussaeus (1829, S. 58) nu ‚nun‘, hüt ‚heute‘, morgen, gistern, oft, raken ‚oft‘, wol, man ‚nur‘, all ‚schon‘, jichens ‚irgends‘, tauwielen ‚zuweilen‘, mittau ‚zuweilen‘, mittaumol ‚zuweilen‘, nich, nichen, nix, narens ‚nirgends‘, äwerall, hier, dor, hierhen, dorhen, wohen, wur, woher, etc.

### Konjunktionen
Konjunktionen schließen wie im Hochdeutschen Worte oder Sätze aneinander an. Mussaeus (1829, S. 58) listet für das frühe 19. Jahrhundert un, ok, denn, as, donn, wieder ‚weiter‘, noch, äwerdem, hernahst, nahher, nahst, nahsten, wenn, wennihr, falls, sünst, awer, awerst, äwerst, doch, obgliek, obwohl, obschons, allein, välmihr ‚vielmehr‘, indem, wur ‚wo‘, sied ‚seit‘, sieddem, entwäder, oder, wäder ‚noch‘, dunn, wiel, dorher, dörüm, wurtau (wotau), worup (woup), wurunt, womit, wurhen (wohen), wurher (woher), wurbie. Die Konjunktionen uter ‚außer‘ und utgenamen ‚ausgenommen‘ dienen auch als Präpositionen.
Diese Liste beinhaltet neben klassischen Konjunktionen auch sog. Diskursmarker.

### Grundwortstellung
Wie im Hochdeutschen steht das Subjekt im deklarativen Hauptsatz meist satzinitial (Dei Mann is wiß un worhaftig mien Fründ) im sog. Vorfeld. Beginnt der Satz mit einem Adverb, steht das Subjekt nach dem Verb (Hüt is hei mien Mann). (Mussaeus 1829, S. 64) Das Objekt folgt dem Verb (Ik heww den Minschen seihn) bzw., falls das Subjekt nicht satzeinleitend steht, dem Subjekt (Hett hei den Kopmann bedragen?) (Mussaeus 1829, S. 65).
Die Bildung von Fragesätzen ist weitgehend analog dem Hochdeutschen (vgl. Mussaeus 1829, S. 64). Die Wortstellung der Adjektive entspricht dem Hochdeutschen (Mussaeus 1829, S. 68).

### Nachfeld
Bei komplexem Verben stehen nicht-finite Verbbestandteile normalerweise am Satzende (rechte Satzklammer), z. B. ick heww dat nich dacht. „[I]st der Satz aber lang, so wird […] das Particip gerne vor einen der Zusätze gesetzt“ (Mussaeus 1829, S. 75):
- Ik heww wohl mihr as dusendmal danzt up dei breide Schündael tau N.N. ‚Ich habe wohl mehr als tausend Mal auf der breiten Scheundiele zu N.N. getanzt‘.

In moderner Terminologie entspricht das einer Nachfeldbesetzung.

### Scrambling
In postverbaler Stelliung kann wie im Hochdeutschen das indirekte Objekt vor dem direkten Objekt stehen, doch ist umgekehrte Wortstellung möglich (analog dem Scrambling im Deutschen) (Mussaeus 1829, S. 65f.):
- Ik gew den Mann dat Brod (indirektes Objekt vor direktem Objekt)
- Ik gew dat Brod den Mann (direktes Objekt vor indirektem Objekt, „mit verändertem Nachdrucke, wobei dat Brod zeigend ist“)

### Subjektelision
Das Niederdeutsche wird i. a. nicht als Pro-Drop-Sprache diskutiert, aber nach Mussaeus (1829, S. 69) wird „[o]ft […] der Nominativ ausgelassen“:
- Heww't lang säggt ‚ich habe es lange gesagt‘
- Hest slagen em ‚hast ihn geschlagen‘ (in warnender oder drohender Bedeutung)[23]

## Informationsstruktur

### Kürzung von Pronomina
Neben den Vollformen der Personal- und Demonstrativpronomen stehen auch Kurzformen, die v. a. postverbal verwendet werden. Nach Nerger (1869, S. 193) sind das:
- ’k für ik
- de für du
- e für he
- 's für se
- ’t für et, dat
- ’m, 'n für em, en und dem, den

Die reduzierten Formen können gehäuft werden, und "[n]irgends finden sich häufiger Contrahirungen als bei diesen persönl. Pronom" (Mussaeus 1829, S. 33), z. B. in
- ick heww’t’n säggt (= ick heww dat em säggt) ‚ich habe ihm das gesagt‘
- ’k heww ‚ich habe‘
- ’t is ‚es ist‘
- ’k heww s' seihn ‚ich habe sie gesehen‘

### Emphatische Pronomen
Nach Mussaeus (1829, S. 33) wird oft „das Wort: sölwer oder sölwen (selber) angehängt, gewöhnlich ersteres bei der Einzahl, letzteres bei der Mehrzahl: ick sölwer, wi solwen, etc.“

### Linksversetzung
Wiggers 1859, S. 108: „Hinter dem Subjekt […] wird sehr häufig der Artikel als Fürwort pleonastisch vor dem Zeitwort eingeschoben […] eben so häufig nach dem unmittelbaren Objekt […], wenn dasselbe dem Zeitwort vorangeht.“ In moderner Terminologie ist das eine Linksversetzung, z. B.
- De Lüd, de seggen ‚Die Leute sagen‘
- De Mann, de seggt ‚Der Mann sagt‘
- Dissen Mann, den kenn ik ‚Diesen Mann kenne ich‘

Linksversetzung tritt auch bei Fragen und Ausrufungen auf (Mussaeus 1829, S. 69):
- Dit lütt' Kind, dat is dien?
- Dei Kierl, wat hei för 'n Mul hett!

### Spaltsätze (Clefts)
Wiggers 1859, S. 108: „Soll auf das Subjekt oder Objekt ein besonderer Nachdruck gelegt werden, so bedient man sich dazu gern der Einkleidung in einen Relativsatz.“ In moderner Terminologie ist das ein Spaltsatz;
- Wat de Vader van de Brut is, de künn jo nich wegblieben ‚Der Vater der Braut konnte ja nicht fehlen‘
- Wat de Sähn is, den kenn ik ok ‚Den Sohn kenne ich auch‘

### Existentialkonstruktionen
Wiggers 1859, S. 109: „Sätze, in denen das Subject den unbestimmten Artikel hat oder ein Plural ohne Artikel ist, werden mit dor da oder einem dem Satz angehörigen Adverbium eingeleitet.“ Die Konstruktion entspricht exakt dem „existential there“ im Englischen, weniger dessen hochdeutscher Umschreibung mit „es gibt“, z. B.
- Dor is een Mann, de fröggt na di ‚ein Mann fragt nach dir‘ (Wiggers 1859, S. 110)
- Hüt wieren hier twee Lüd, de frögen na di ‚Heute waren hier zwei Leute, die nach dir fragten‘ (Wiggers 1859, S. 110)

### Markierte Vorfeldbesetzung
„[I]n leidenschaftlicher (Rede)“ (Mussaeus 1829, S. 64–66) ist nicht-kanonische Wortstellung möglich:
- Slagen hett mi dei Mann (Emphase, auch als Antwort auf Wat hett hei dahn?)
- Dei Mann mien Fründ hüt is (mit der Nebenbedeutung: ‚Tust du ihm etwas zuleide, so trete ich für ihn ein.‘)
- Dei Mann mi slagen hett (er hat sich gewagt, mich zu schlagen und ich erwarte Beistand).
- Em heww ik slagen (jenen dort, mit hinweisender Bedeutung; auch ‚sogar ihn‘)
- Slagen heww ik em (sogar geschlagen)
- Häww slagen em oder Häww em slagen (es ist einmal geschehen, ich hab's getan)
- Einen Schelm nenn ick em (sogar einen Schelm)
- Em nenn ick einen Schelm (sogar ihn oder ihn allein)
- Den Mann gew ik dat Brod (‚lässt das erste Wort als zeigend vorspringen‘)
- Dat Brod gew ick den Mann (‚lässt das erste Wort als zeigend vorspringen‘)
- Slapen häww ik (‚ich hab's getan und kann’s nicht leugnen‘, Mussaeus 1829, S. 75)

## Bedeutende Autoren
Aus Mecklenburg:
- Belletristik
  - John Brinckman
  - Lisa Milbret
  - Fritz Reuter
  - Rudolf Tarnow
  - Johann Lauremberg (spätes Mittelniederdeutsch/frühes Neuniederdeutsch)
  - Karl Eggers
- Sprachforschung und Volkskunde
  - Richard Wossidlo, sammelte für sein bis heute als Standardwerk geltendes Mecklenburgisches Wörterbuch
  - Karl Nerger, Verfasser einer preisgekrönten Abhandlung über das Mecklenburgische (Formen- und Lautlehre)
  - Julius Wiggers, Autor einer Grammatik (Formen- und Lautlehren)
  - J. G. C. Ritter, Autor einer Grammatik (Formen- und Lautlehren)
  - Johann Jakob Nathanael Mussaeus, von dem einige Märchen in den Büchern der Gebrüder Grimm stammen, Autor einer der vier Grammatiken (Formen- und Lautlehren)

Aus Vorpommern:
- Alwine Wuthenow
- Ernst Moritz Arndt
- Heinrich Bandlow
- Philipp Otto Runge, der den Grimms das bekannte Vom Fischer und seiner Frau aufschrieb
- Martha Müller-Grählert
- Bernhard Trittelvitz

## Sänger und Musikgruppn
- Piatkowski & Rieck

## Hörspiele / Hörbücher
- Hans-Joachim Theil (Hrsg.): Plattdütsch gistern un hüt. Litera, 1980.[29]
- Von Gerd Micheel gibt es Aufnahmen des gesamten Werks von Fritz Reuter für den Rundfunk.

## Sprachpflege
Zur Pflege der mecklenburgisch-vorpommerschen Variationen des Niederdeutschen engagieren sich folgende Sprachgesellschaften:
- Fritz Reuter Gesellschaft mit Sitz in Neubrandenburg
- Johannes Gillhoff Gesellschaft mit Sitz in Ludwigslust-Glaisin
- John Brinckman Gesellschaft mit Sitz in Jürgenstorf[30]